# GP Andromedae
Désignations
GP Andromedae (en abrégé GP And) est une étoile variable de type Delta Scuti de la constellation d'Andromède. C'est une étoile pulsante, dont la luminosité varie entre une amplitude moyenne de 10,7.

## Système
GP Andromedae est une étoile de la séquence principale de population I avec un type spectral de type A3, la plaçant dans la bande d'instabilité du diagramme de Hertzsprung-Russell où se trouvent les étoiles variables de type Delta Scuti.
Un compagnon visuel à 11 secondes d'arc, nommée TYC 1739-1526-2, partage un mouvement propre commun et a une distance similaire (mesurée par la parallaxe) à celle de GP Andromedae. Il n'y a aucune preuve, cependant, que les deux étoiles soient liées gravitationnellement.

## Variabilité
L'étoile variable observée de GP Andromedae est typique d'une étoile variable de type Delta Scuti : il s'agit d'une étoile pulsante purement monopériodique avec une période de 0,078 7 jour. La période des pulsations augmente lentement et continuellement, ce qui correspond aux prédictions des modèles d'évolution stellaire pour les étoiles variables de type Delta Scuti.